# 6 Inside
6 Inside was een Nederlands televisieprogramma, dat van 7 januari 2019 tot 28 juni 2019 op werkdagen rechtstreeks op SBS6 werd uitgezonden. Het programma behandelde onderwerpen als entertainment, sport, (social) media, lifestyle, crime, mode, politiek en royalty. De presentatie werd afgewisseld door Jan Versteegh en Leonie ter Braak. Albert Verlinde en Patty Brard waren de vaste entertainmentdeskundigen. Afhankelijk van de te behandelen onderwerpen schoven zogenaamde "insiders" aan.

## Presentatieteam

### Presentatoren
|                           | Presentatoren                  |
| ------------------------- | ------------------------------ |
| Vaste presentatoren       | Jan Versteegh Leonie ter Braak |
| Vervangende presentatoren | Viktor Brand Wietze de Jager   |

### Insiders
| Onderwerp                        | Insiders                                                            |
| -------------------------------- | ------------------------------------------------------------------- |
| Amusement/Entertainment/Showbizz | Albert Verlinde Patty Brard Dyantha Brooks                          |
| Crime                            | Mick van Wely Sébas Diekstra                                        |
| Media                            | Rob Goossens                                                        |
| Mode en lifestyle                | Fiona Hering Victoria Koblenko Rosanna Kluivert Fred van Leer       |
| Nieuwe media                     | Daan Jongen Maartje Blijleven                                       |
| Politiek                         | Charlotte Nijs Ferry Mingelen                                       |
| Royalty                          | Rick Evers Sandra Schuurhof                                         |
| Sport                            | Taeke Taekema Hélène Hendriks Toine van Peperstraten Barbara Barend |